# Pabellón Príncipe Felipe
Il Pabellón Príncipe Felipe è un'arena coperta localizzata nella città di Saragozza, in Spagna. La sua capacità arriva sino ai 10 744 posti per le partite di pallacanestro. L'arena è attualmente utilizzata dalla squadra di pallacanestro Basket Zaragoza 2002 e dalla squadra di pallamano Club Deportivo Básico Balonmano Aragón.
L'arena ha ospitato le finali di Eurolega del 1990 e 1995, la finale della Coppa Saporta del 1999 e la finale UEFA Futsal Cup del 2018.